# Бишів (Шептицький район)
Биші́в — село в Україні, у Шептицькому районі Львівської області. Населення становить 860 осіб.

## Географія
На заході України у Львівській області знаходиться село Бишів. Село займає вигідне географічне положення. До районного міста Радехова — 23 км, така ж сама відстань до міста Сокаля. Існує зручне транспортне сполучення між містами Радехів, Сокаль, Шептицький, Горохів, Луцьк.
Щодо природного розташування, Бишів займає цікаве й унікальне положення. Село розміщене на межі великого європейського вододілу у двох фізико-географічних областях Малого Полісся та Волинської височини на висоті 220 метрів над рівнем моря. Природною межею між цими областями є долина Бишівського потоку, який носить назву — Млинівка. Цей потік впадає в річку Західний Буг.
Рельєф околиць рівнинний. Характерні пологі та слабо пологі схили, що піддаються водній ерозії. на північний захід від села простягнувся мішаний ліс. Вздовж південних околиць села розкинулись луки, в 90-х роках на них було проведено меліорацію і тепер вони використовуються виключно як пасовища. Середня температура липня — +17,5о-+18оС, січня — -4,6о— -5оС. Опадів в середньому 570—600 мм.

## Історія
7 червня 1408 р. в Белзі князь Земовит IV подарував село Миколаю з Горки.
Розпорядженням міністра внутрішніх справ 25 березня 1930 р. вилучена частина сільської гміни Бишів Сокальського повіту Львівського воєводства і з неї утворена самоврядна сільська гміна Ряшовичі того ж повіту і воєводства (мазурська колонія).
1 серпня 1934 р. села Бишів, Ряшовичі та ще 8 сіл були включені до об'єднаної сільської гміни Корчин Сокальського повіту .
На 1 січня 1939-го в селі Бишів з 980 жителів було 710 українців-грекокатоликів, 245 українців-латинників, 5 поляків і 20 євреїв, а в мазурській колонії Ряшовичі — усі 340 були польськими колоністами міжвоєнного періоду.

## Населення
Згідно з переписом УРСР 1989 року чисельність наявного населення села становила 897 осіб, з яких 429 чоловіків та 468 жінок.
За переписом населення України 2001 року в селі мешкало 858 осіб. 100 % населення вказало своєю рідною мовою українську мову.

## Відомі люди
- Брановський Роман Петрович — бригадир комплексної бригади рільників колгоспу «Дружба» (імені XXII з'їзду КПРС), Герой Соціалістичної Праці
- Тронь Василь Гнатович — голова колгоспу імені XXII з'їзду КПРС, Герой Соціалістичної Праці